# Francisco Lecot
Pour les articles homonymes, voir Lecot.
Pas d'image ? Cliquez ici

a Compétitions nationales et continentales officielles uniquement.

b Matchs officiels uniquement.
Dernière mise à jour le 30 novembre 2024.
Francisco Lecot, né le 27 mai 1979 à Catamarca en Argentine, est un joueur de rugby à XV, qui joue en équipe d'Argentine, évoluant au poste de pilier (1,82 m pour 112 kg).

## Biographie

### En équipe nationale
Il a disputé son premier match avec l'équipe d'Argentine, le 27 avril 2003 contre l'équipe du Paraguay.

## Palmarès

### En club
- Vainqueur du Championnat de France de 1re division fédérale en 2005 avec l'US Colomiers.

### En équipe nationale
- 4 sélections en équipe d'Argentine (pas de point marqué)
- Nombre de sélections par année : 2 en 2003, 1 en 2005, 1 en 2007